# Elak
Elak (¿?-454) fue el hijo mayor de Atila y su sucesor como rey de los hunos.
Su acceso al trono fue un tanto problemático debido a las disputas con sus hermanos menores Dengizik y Ernak, un problema que fue aprovechado por el jefe de los gépidos, Ardarico, para rebelarse contra los hunos y conseguir así la independencia de su pueblo. Aliado con Teodomiro, rey de los ostrogodos, los gépidos derrotaron a las fuerzas de Elak en la batalla de Nedao (454). Este hecho marcó el comienzo de la desintegración de la confederación que gobernaban los hunos, apenas un año después de la muerte del gran Atila.
Elak pudo haber muerto en la misma batalla o poco después, asesinado por Tuldila, uno de sus generales. Tuldila se proclamó a su vez rey de los hunos, pero Dengizik y Ernak le siguieron disputando el título hasta su propia muerte en el 458.
Luego de su muerte algunos hunos fueron masacrados en la llanura panónica por sus anteriores siervos germánicos, muchos otros se retiraron a la estepa póntica, al este de los Cárpatos.